# Sobbe (Adelsgeschlecht)

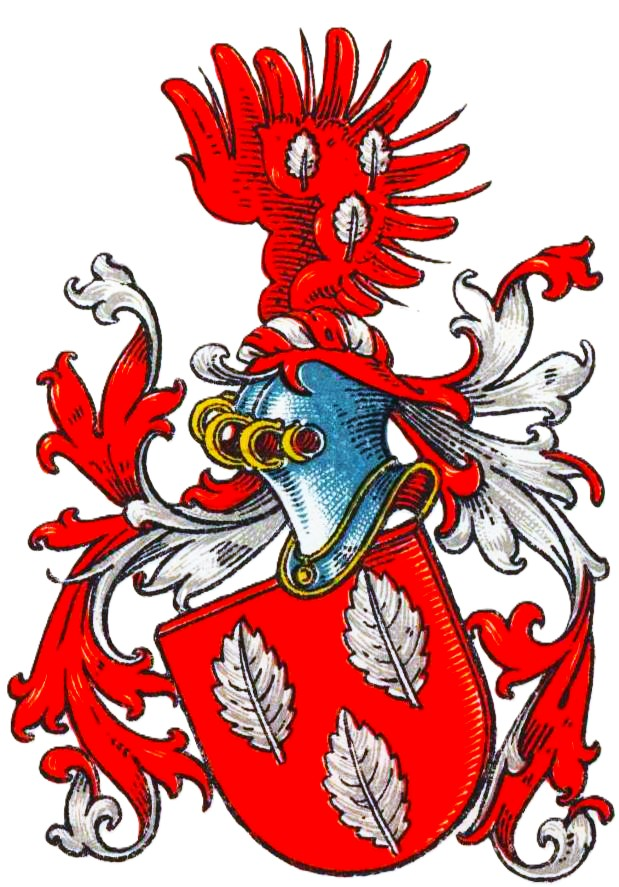
Wappen derer von Sobbe im Wappenbuch des Westfälischen Adels

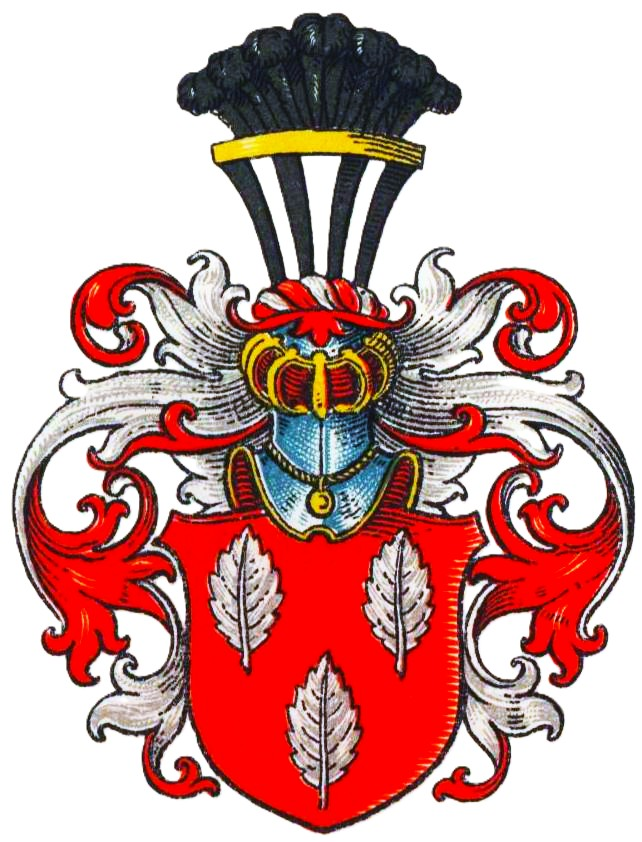
Wappen derer von Sobbe (Variante) im Wappenbuch des Westfälischen Adels

Sobbe ist der Name eines preußisch-westfälischen Adelsgeschlechts.

## Geschichte
Aus der Grafschaft Lippe stammendes Geschlecht, dessen Stammreihe mit dem Gräflich lippischem Amtsvogt zu Varenholz Johann Sobbe, urkundlich 1627, beginnt.
Aufgrund angenommener Abstammung von den um 1540 ausgestorbenen bergisch-märkischen uradeligen von Sobbe führten die in preußischen Militärdiensten stehenden Familienmitglieder seit 1742 das Adelsprädikat. Das Geschlecht sieht sich demnach in der agnatischen Tradition der 1298 in Limburg zuerst urkundlich genannten märkischen Ritterfamilie Sobbe, die nach ihren Landgütern die Genanntnamen Altena, Gryper oder Köhler führten und im 16. Jahrhundert erloschen sind.
Die Preußische Adelsanerkennung erfolgte in Potsdam am 13. Februar 1774 für die Brüder Ernst und Christian von Sobbe bzw. Berlin 26. Oktober 1791 für Carl von Sobbe auf Rohrbeck bei Stendal bzw. in Berlin am 15. Februar 1792 für die Brüder Clamor, preußischer Major, und Dietrich, preußischer Hauptmann und Ernst von Sobbe, preußischer Justizrat in Schildesche bzw. in Berlin am 10. Februar 1801 für weitere Vettern der Vorgenannten. Die Hebung in den Reichsfreiherrenstand mit der Anrede Wohlgeboren erfolgte in Wien 8. April 1806 für Bernhardine von Sobbe, die am 9. Juni 1806 Johann Carl Graf und Edler Herr zur Lippe-Biesterfeld heiratete.
Die Familie war in der Brandenburg zu Börnicke, Rühstädt, Groß Schwarzlosen, Schlagentin oder Neu Klücken begütert und verbreitet sich von dort erneut nach Westfalen sowie ins Magdeburgurgische.

## Wappen
Das Wappen entspricht dem der uradeligen von Sobbe und zeigt in Rot drei (2:1) silberne Hülsenbuschblätter (Nesselblätter). Auf dem rot-silbern bewulsteten Helm mit rot-silbernen Helmdecken ein wie der Schild bezeichneter geschlossener Flug.

## Angehörige
- Georg Dietrich von Sobbe (1747–1823), preußischer Generalmajor
- Ludwig Wilhelm von Sobbe (1750–1810), preußischer Regierungspräsident
- August von Sobbe (1753–1821), preußischer Major und letzter Kommandeur des Füsilier-Bataillon Nr. 18
- Dietrich Karl Heinrich von Sobbe (1796–1877), königlich preußischer Generalmajor und zuletzt Kommandeur der 14. Kavallerie-Brigade
- Ludwig von Sobbe (1835–1918), preußischer General der Infanterie
- Dietrich von Sobbe (1868–1939), deutscher Generalmajor
- Agnes von Sobbe (* 1879), deutsche Oberstudienrätin, erste Abiturientin im Land Lippe
- Jörg Friedrich von Sobbe, 2007 kommissarischer Landrat im Kreis Nordfriesland